# Saint-Victor-de-Buthon
Saint-Victor-de-Buthon è un comune francese di 542 abitanti situato nel dipartimento dell'Eure-et-Loir nella regione del Centro-Valle della Loira.

## Società

### Evoluzione demografica
Abitanti censiti